# Albert de Lapparent

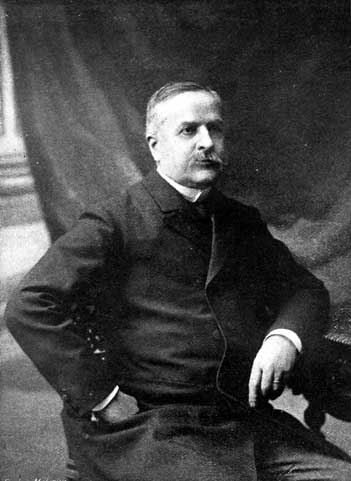
Albert de Lapparent

Albert-Auguste Cochon de Lapparent (Bourges, 30 december 1839 – Parijs, 4 mei 1908) was een Frans geoloog. De Lapparent is vooral bekend van zijn bijdragen aan de geomorfologie, maar deed daarnaast ook stratigrafisch en mijnbouwkundig onderzoek. Verder werkte hij mee aan het geologisch karteren van Frankrijk.

## Biografie
De Lapparent kwam uit een familie van ingenieurs. Zijn vader, Félix-Rémy de Lapparent, was een officier bij de genie belast met de verdedigingswerken van Parijs. Omdat vader De Lapparent vaak van woonplaats wisselde bezocht de zoon een Parijse kostschool om daarna, van 1858 tot 1860, aan de École polytechnique te gaan studeren, een school waar ook zijn vader en grootvader (de politicus Emmanuel de Lapparent) gestudeerd hadden. Daarna vervolgde hij zijn opleiding aan de École des Mines, waar hij les kreeg van de bekende geoloog Léonce Élie de Beaumont (1798-1874) en geïnteresseerd raakte in geologie. Tijdens zijn studie maakte De Lapparent met zijn vriend en studiegenoot Adolphe Carnot (1839-1920) onderzoeksreizen naar Duitsland. Hij studeerde in 1864 af met een thesis over de geologie van Tirol.
Daarna ging hij als redacteur voor de Annales des Mines werken. In 1867 wordt hij echter door Élie de Beaumont en diens collega Alexandre-Émile Béguyer de Chancourtois (1820-1886) aangetrokken om mee te helpen bij het maken van de geologische kaart van Frankrijk. In 1868 trouwde hij met Adèle Chenest. De Lapparent was als ingenieur betrokken bij de plannen voor de bouw van een Kanaaltunnel, die opkwamen na de wereldtentoonstelling van 1867 in Parijs. Hoewel er een Brits-Frans comité werd ingesteld om de bouw te onderzoeken en plannen, werd de samenwerking door de Britten stopgezet in 1882, vanwege de angst dat de defensie van Groot-Brittannië in gevaar zou komen. De Lapparent diende als officier in het Franse leger tijdens de Frans-Duitse Oorlog van 1870-1871.
In 1875 werd De Lapparent benoemd tot hoogleraar aan het nieuw opgerichte Institut Catholique de Paris, waar hij een nieuwe collectie en een bibliotheek aan moest leggen. Behalve les te geven schreef hij ook de handboeken Traité de Géologie (1882), La Géologie en chemin de fer (1888) en Leçons de Géographie physique (1896). Hoewel hij als hooglereer zijn geologische veldonderzoeken grotendeels moest opgeven, kon hij dankzij zijn publicaties een belangrijke bijdrage doen aan het verspreiden van nieuwe inzichten. Hij was ook actief binnen de wetenschappelijke gemeenschap: in 1900 zat hij in München het Internationaal Wetenschappelijk Congres voor Katholieken voor, hij was secretaris voor natuurwetenschappen binnen de Académie des Sciences.

## Werk
De Lapparent deed onderzoek naar uiteenlopende onderwerpen, van vulkanisme tot aardbevingen en van de oorsprong van de mens tot de mijnbouw. Tijdens zijn studie bestudeerde hij een intrusielichaam bij het tegenwoordig Noord-Italiaanse Predazzo, dat eerder door de Duitse geoloog Ferdinand von Richthofen (1833-1905) beschreven was. Hoewel Von Richthofen de chemische variaties in het gesteente verklaarde door aan te nemen dat het verschillende intrusies na elkaar waren, zag De Lapparent in dat variaties binnen dezelfde intrusie kunnen bestaan.
Bij het werk aan de geologische kaart van Frankrijk werkte hij in verschillende gebieden. Baanbrekend was zijn werk in het Pays de Bray, geologisch gezien onderdeel van het Bekken van Parijs. Hier was hij een van de eersten die de geomorfologie van een gebied niet puur beschreven, maar de landvorm zagen als product van de geologische gesteentelagen in de ondergrond. Zijn werk op dit gebied was een belangrijke bijdrage aan het ontstaan van de geomorfologie.
De Lapparent bestudeerde ook de structuren en stratigrafie van de gesteentelagen zelf, met name die van het Krijt en Eoceen van het Bekken van Parijs.
Ondanks dat het project van de Kanaaltunnel uiteindelijk niet uitgevoerd werd, hadden De Lapparent en zijn collega's bij het geologisch vooronderzoek aangetoond dat de gesteentelagen uit het Krijt, die aan beide zijden van het Kanaal kliffen vormen, onder het Kanaal doorlopen en daarom één geheel vormen.
- Bibliothèque nationale de France: cb12511802n (data)
- Catàleg d'autoritats de noms i títols de Catalunya: 981058517768206706
- CiNii: DA13919975
- Gemeinsame Normdatei: 116732873
- International Standard Name Identifier: 0000 0001 2120 991X
- Library of Congress Control Number: no2009205875
- Base Léonore: LH//558/59
- Nationale Bibliotheek van Tsjechië: mub20211121551
- Nederlandse Thesaurus van Auteursnamen: 07028153X
- Istituto Centrale per il Catalogo Unico: CUBV087880
- SNAC: w6vj7wt8
- Système universitaire de documentation: 03435400X
- Virtual International Authority File: 12413950
- WorldCat: E39PBJrcmMFHTpwGBXtMdwkMT3